# Nate Parker
Nate Parker (nascido em 18 de novembro de 1979) é ator, diretor, produtor, escritor e músico, que trabalhou em Além as Luzes, Red Tails, A Vida Secreta das Abelhas, The Great Debaters, Arbitragem, Non-Stop, Felon e Pride. Parker se destacou em 2016 no Festival de Cinema de Sundance com sua estréia como diretor em O Nascimento de uma Nação quando a Fox Searchlight Pictures adquiriu os direitos de distribuição do filme para $17,5 milhões de dólares, que quebrou o recorde de mais pago para o Festival de Cinema de Sundance de produção, superando a Pequena Miss Sunshine, que tinha sido adquirida pelo Holofote para us $10 milhões de dez anos antes.

## Juventude
Nate nasceu em Norfolk, Virginia, Filho de Carolyn Whitfield, uma jovem  mãe solteira de 17 anos. Mesmo Carolyn Whitfield não ter casado com o seu pai biológico; Nate teve um relacionamento com o seu pai até o dia da sua morte ocasionada pelo câncer quando tinha apenas onze anos. A mãe de Nate deu o sobrenome Parker do seu primeiro marido. Depois do divórcio, Carolyn se casou com seu segundo marido, Walter Whitford, que estava na Força Aérea dos Estados Unidos e estava estacionado na Bath, Maine. Nate tem quatro irmãs mais novas.
Com 14 anos, após problemas em casa com o seu padrasto,  Nate mudou-se para Virginia Beach, Virgínia, para viver com seu tio materno, Jay Combs. Combs era um ex-lutador que Incentivou Nate à se juntar a equipe de Wrestling em Princess Anne School. Quando sua bisavó ficou doente, sua mãe se mudou de volta para Hampton Roads, Virginia, onde fez parte em Churchland High School e continuou na sua equipe de Wrestling. Nate, em seguida, entrou em Great Bridge High School onde vendeu uma NCAA (National Collegiate Athletic Association) de wrestling , equipe liderada pelo treinador Steve Martin.
Em 1999, Nate entrou na Universidade de Penn State com uma bolsa por lutar wrestling. Mais tarde foi transferido para  Universidade de Oklahoma onde se formou em 2002. Ele estava na equipe de wrestling e recebeu um diploma em gestão de ciência e sistemas de informação.
Em 1999, Nate Parker e Jean Celestin, seu colega de quarto na moradia estudantil na Penn State Unversity foram acusados de estupro por uma colega, que antes do crime, estava completamente embriagada.Ambos negaram a autoria do estupro. A Justiça norte americana inocentou Nate Parker e condenou Jean Celestin a 6 meses de prisão, que não se efetivou. A vítima do estupro desenvolveu graves transtornos mentais e dependência química e acabou falecendo em 2012 numa clínica para reabilitação na Pensilvânia.
Nate Parker foi a sensação do Festival de Cinema de Sundance com seu filme de estréia "Birth of Nation" que aborda a revolta dos negros escravizados nos Estados Unidos da América em 2016 e alvo de muita polêmica também ao estrear em 2019 "American Skin" que trata da sempre atual e grave violência policial contra população negra dos Estados Unidos da América,durante o Festival de Cinema de Veneza.
O Cineasta foi apoiado por Spike Lee, aclamado realizador afroamericano, que minimizou as críticas e solicitações de boicote feitas pelo movimento Me Too, que combate a cultura do estupro e de assédio sexual no mundo,e particularmente, que foi iniciado no universo do cinema durante o escândalo que abateu o então poderoso produtor da Miramax, Harvey Weinstein.